# Język koptyjski

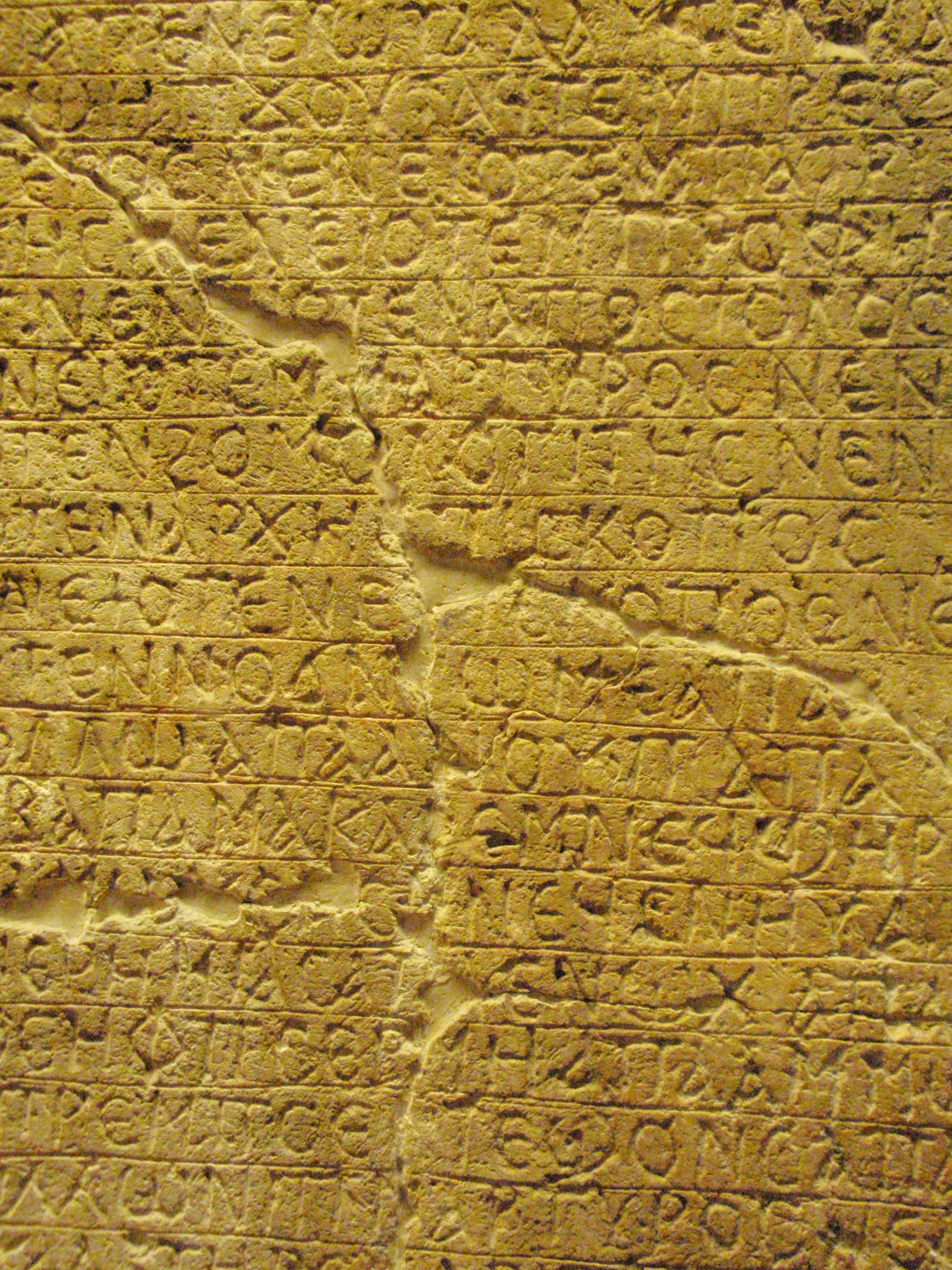
Koptyjska inskrypcja z tekstem liturgicznym z V – VI wieku (Górny Egipt)

Język koptyjski (kopt. ϯⲙⲉⲧⲣⲉⲙⲛ̀ⲭⲏⲙⲓ, timetremǹnkhēmi) – ostatnia faza rozwojowa języka egipskiego, potomek języka staroegipskiego, należy do rodziny języków afroazjatyckich. Od XIX wieku jest językiem martwym. Do jego zapisu używano pisma alfabetycznego zapożyczonego od Greków. Autorem pierwszego słownika języka koptyjskiego jest Jean-François Champollion, który odczytał egipskie hieroglify.

## Alfabet
Do zapisu języka koptyjskiego używa się pisma koptyjskiego, które powstało na podstawie alfabetu greckiego. Sześć liter, które występują w piśmie koptyjskim nie wzięło się z greki, a są to: Ϣ, Ϥ, Ϧ, Ϩ, Ϫ, Ϭ oraz Ϯ. 
| Majuskuła oraz minuskuła | Wartość | Grecki odpowiednik |
| ------------------------ | ------- | ------------------ |
| Ⲁ ⲁ                      | a       | Α, α               |
| Ⲃ ⲃ                      | b       | Β, β               |
| Ⲅ ⲅ                      | g       | Γ, γ               |
| Ⲇ ⲇ                      | d       | Δ, δ               |
| Ⲉ ⲉ                      | ě       | Ε, ε               |
| Ⲍ ⲍ                      | z       | Ζ, ζ               |
| Ⲏ ⲏ                      | ē ê     | Η, η               |
| Ⲑ ⲑ                      | th      | Θ, θ               |
| Ⲓ ⲓ                      | i/j     | Ι, ι               |
| Ⲕ ⲕ                      | k       | Κ, κ               |
| Ⲗ ⲗ                      | l       | Λ, λ               |
| Ⲙ ⲙ                      | m       | Μ, μ               |
| Ⲛ ⲛ                      | n       | Ν, ν               |
| Ⲝ ⲝ                      | ks      | Ξ, ξ               |
| Ⲟ ⲟ                      | ǒ       | Ο, ο               |
| Ⲡ ⲡ                      | p       | Π, π               |
| Ⲣ ⲣ                      | r       | Ρ, ρ               |
| Ⲥ ⲥ Ⲋ ⲋ                  | s       | Σ, σ, ς            |
| Ⲧ ⲧ                      | t       | Τ, τ               |
| Ⲩ ⲩ                      | u/v/y   | Υ, υ               |
| Ⲫ ⲫ                      | ph      | Φ, φ               |
| Ⲭ ⲭ                      | k(h)    | Χ, χ               |
| Ⲯ ⲯ                      | ps      | Ψ, ψ               |
| Ⲱ ⲱ                      | ō ô     | Ω, ω               |
| Ϣ ϣ                      | š       | brak               |
| Ϥ ϥ                      | f       | Ϙ, ϙ (koppa)       |
| Ϧ ϧ                      | h       | brak               |
| Ϩ ϩ                      | ḥ       | brak               |
| Ϫ ϫ                      | č       | brak               |
| Ϭ ϭ                      | c/kj    | Ϙ, ϙ (koppa)       |
| Ϯ ϯ                      | ti      | brak               |

## Dialekty i literatura
Nie istniał jeden literacki język koptyjski: teksty pisano w pięciu dialektach. Najważniejszymi były:
- saidzki (sahidycki) – jako język literacki aż do X wieku n.e., początkowo był głównym dialektem koptyjskim;
- bohairski (bohairyjski) – pierwotny dialekt Delty Zachodniej, od XI wieku zastąpił dialekt saidzki. Ma dużo greckich zapożyczeń (ok. 15% słownictwa), także gramatycznych.

Dialekty achmimski oraz fajumski miały znacznie mniejsze znaczenie i zasięg terytorialny.
W języku tym powstały głównie przekłady z Biblii, żywoty świętych i męczenników, bajki, a nawet powieść historyczna. Nowy Testament przełożono na dialekt saidzki już w końcu II wieku, na początku III wieku na dialekt bohairycki. W języku koptyjskim zachowały się przekłady z greckiego (lub aramejskiego) niektórych apokryfów wczesnochrześcijańskich oraz oryginalne dzieła gnostyckie, m.in. Ewangelia Judasza i Ewangelia Tomasza (fragment tej ostatniej zachował się także w języku greckim). Najstarsze zachowane rękopisy z pełnym tekstem Ewangelii Mateusza pochodzą z II / III wieku (greckie rękopisy z pełnym tekstem Mateusza pochodzą dopiero z IV wieku).

## Historia

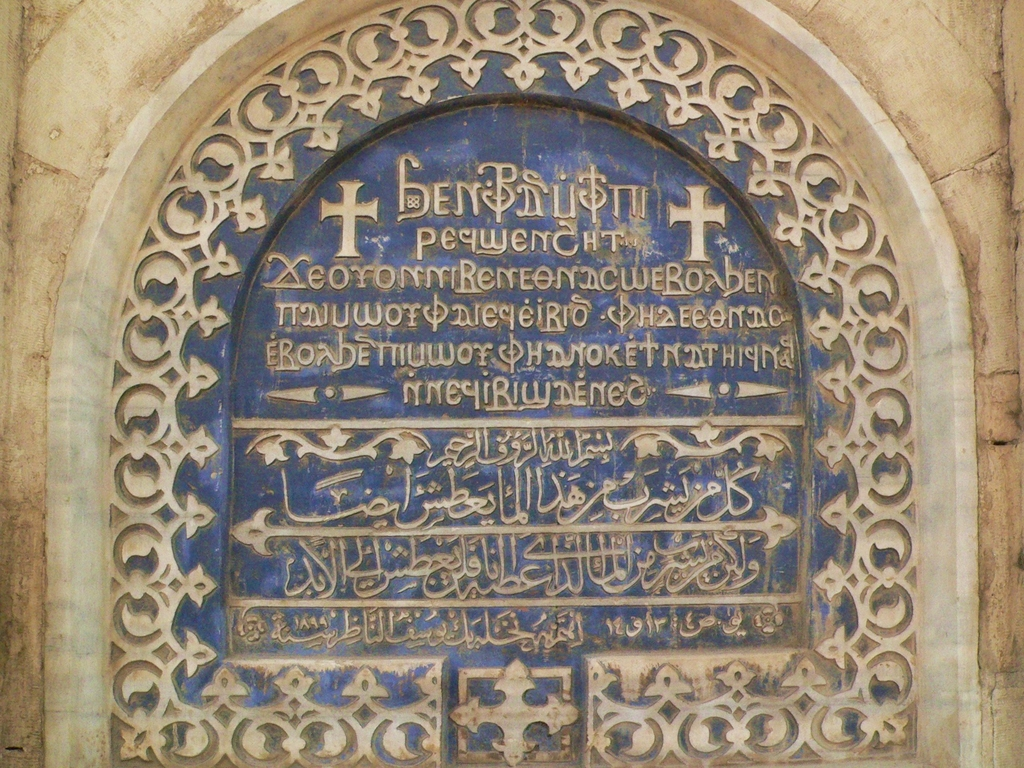
Dwujęzyczna inskrypcja w kairskim kościele

Po podbiciu Egiptu przez Arabów język Koptów powoli wymierał. Do wieku XVII / XVIII pisano w nim jeszcze pieśni kościelne, ale stopniowo stawał się wyłącznie rytualnym językiem nabożeństw. Jeszcze w XIX wieku, za czasów Champolliona, niektórzy kapłani koptyjscy swobodnie mówili po koptyjsku, a nawet prowadzili w nim korespondencję. Na początku XX stulecia czyniono próby wprowadzenia języka koptyjskiego do szkół i uczynienia go znów językiem żywym. Próby te nie przyniosły rezultatu. W latach trzydziestych XX wieku odkryto, że niektórzy mieszkańcy wioski Pi-Solsel w Górnym Egipcie wciąż używają w swojej mowie (w języku arabskim) szeregu wyrazów i zwrotów koptyjskich.
Obecnie, dzięki postępowi technicznemu, a także pojawieniu się Internetu, język koptyjski na nowo wzbudził zainteresowanie. Zaczęto wprowadzać do niego nowe wyrazy i określenia (np. πιτελεναυ – telewizja, νιουὼ – program informacyjny itp.). Pojawiła się grupa dyskusyjna w tym języku, zgłoszono nawet projekt koptyjskiej Wikipedii.

## Źródłosłów nazwy
Słowo „Kopt” wywodzi się z języka koptyjskiego – Γαπτιας (a to z kolei z greki Αίγυπτος) poprzez język arabski, w którym wyraz Qibt ‏قبط‎ oznacza Egipcjanina. Tak zaczęli nazywać mieszkańców doliny Nilu Arabowie-muzułmanie.
Ponieważ pewna część mieszkańców Egiptu utrzymała chrześcijaństwo, określenie Qibt oznaczało także egipskiego chrześcijanina. Stopniowo Egipcjanie przyjmowali islam i zaczęli używać języka arabskiego. Jednak chrześcijanie egipscy zachowali nie tylko religię, lecz także ciągłość językową. Sfera występowania języka koptyjskiego była ograniczona, zachował się jedynie w religii i jej obrzędach. Współcześni Koptowie, tj. Egipcjanie-chrześcijanie, porozumiewają się po arabsku i jedynie kapłani rozumieją teksty napisane językiem koptyjskim.

## Słowniki
- Jaroslav Černý, Coptic Etymological Dictionary, Cambridge and New York: Cambridge University Press, 1976 (ang.). Brak numerów stron w książce
- Walter Ewing Crum, A Coptic Dictionary, (index), Oxford: Clarendon Press, 1939 [dostęp 2009-10-06] [zarchiwizowane z adresu 2014-04-23] (ang.).{{Cytuj}} Linki zewnętrzne: "opis". Brak numerów stron w książce
- Wolfgang Kosack, Lehrbuch des Koptischen. Teil I: Koptische Grammatik. Teil II: Koptische Lesestücke, Graz 1974 (niem.). Brak numerów stron w książce
- Werner Vycichl, Dictionnaire étymologique de la langue copte, Leuven: Éditions Peeters, 1983 (fr.). Brak numerów stron w książce
- Wolfhart Westendorf, Koptisches Handwörterbuch, Heidelberg: Carl Winter, 1965 (niem.). Brak numerów stron w książce